# Tessaratomidae
Tessaratomidae é uma família que assemelham-se a grandes pentatomídeos (podem ultrapassar 40 mm), dos quais se distinguem pela cabeça muito pequena em relação ao tamanho do corpo, antenas geralmente com quatro artículos, rostro curto, raramente ultrapassando as coxas anteriores e pronoto estendendo-se sobre a base do escutelo. São conhecidos 45 gêneros e cerca de 235 espécies com distribuição predominante nos trópicos do Velho Mundo. Inclui três subfamílias: Tessaratominae, Natalicolinae e Oncomerinae.